# Еміліо Корреа (боксер, 1953)
Емі́ліо Корре́а Вайлья́нт (ісп. Emilio Correa Vaillant; 21 березня 1953 — 11 березня 2024) — кубинський боксер напівсередньої ваги. Олімпійський чемпіон, чемпіон світу з боксу, чемпіон і бронзовий призер Панамериканських ігор.
Батько срібного олімпійського призера з боксу Еміліо Корреа молодшого.

## Біографія
Народився 21 березня 1953 року в місті Сантьяго-де-Куба (Куба).
Двічі, у 1972 та 1976 роках, брав участь у літніх Олімпійських іграх. На Олімпійських іграх 1972 року у Мюнхені став олімпійським чемпіоном, перемігши у фіналі угорця Яноша Кайді. На Олімпійських іграх 1976 року у Монреалі (Канада) поступився у 3-у раунді венесуельцю Педро Гамарро.
У 1974 році, на першому чемпіонаті світу з боксу в Гавані виборов золоту медаль, перемігши у фінальному двобої американця Клінтона Джексона.

## Олімпійські результати

### 1972 Мюнхен
- 30.08.1972 переміг Даміано Лассандро (Італія) 5-0;
- 01.09.1972 переміг Манфреда Вольке (НДР) KO 2;
- 06.09.1972 переміг Гюнтера Меєра (ФРН) 3-2;
- 08.09.1972 переміг Джесі Вальдеса (США) 3-2;
- 10.09.1972 переміг Яноша Кайді (Угорщина) 5-0.

### 1976 Монреаль
- 23.07.1976 переміг Пламена Янкова (Болгарія) RSC 2;
- 25.07.1976 поступився Педро Гамарро (Венесуела) RSC 3.